# Leonid Kravtxuk
Leonid Kravtxuk (ucraïnès: Леонід Макарович Кравчук)  (Veliki Jitin, 10 de gener de 1934 - Múnic, 10 de maig de 2022) va ser un polític ucraïnès. Va ser el primer President d'Ucraïna després de la dissolució de l'URSS.

## Biografia
Kravtxuk va néixer a Veliki Jitin (província de Rivne), que era part de Polònia quan va néixer, però va ser annexat a Ucraïna després de la Segona Guerra Mundial. Es va unir al Partit Comunista d'Ucraïna el 1960 i ràpidament va escalar en el partit (especialment en la secció d'Agricultura i Propaganda). Va arribar a ser membre del Politburó ucraïnès el 1989 i President de la Rada Suprema el 1990. Amb el debilitament de la Unió Soviètica, Kravtxuk es va convertir en el líder efectiu d'Ucraïna. Va deixar el Partit Comunista de la Unió Soviètica l'agost de 1991, i va començar a donar suport la causa independentista ucraïnesa.
El seu suport total a la independència va arribar després del fallit cop d'estat contra Mikhaïl Gorbatxov l'agost del 1991. Mesos més tard, a les eleccions presidencials ucraïneses de 1991 fou el primer President d'Ucraïna escollit democràticament. Cedí a Rússia les armes nuclears que havien quedat en territori ucraïnès després de la dissolució de la Unió Soviètica. Kravtxuk es va presentar novament a les eleccions presidencials ucraïneses de 1994, però va ser derrotat pel seu antic primer Ministre d'Ucraïna, Leonid Kutxma.
Va ser membre de la Verkhovna Rada i el líder del grup parlamentari SDPU (des del 2002). Leonid Kravtxuk era l'autor de diversos llibres, on la temàtica és la seva carrera i la política ucraïnesa (alguns traduïts ja a l'anglès). Estava casat, tenia fills i nets. Entre els seus passatemps es trobaven la lectura i els escacs.

## Perfil polític
El seu credo polític consistia a evitar conflictes i ser directe en declarar el seu posicionament. Estava considerat com a àmpliament hàbil, cautelós i diplomàtic. Aquest tipus de diplomàcia li va permetre a Kravtxuk mantenir el seu poder i força sobre Ucraïna durant la transició cap a la independència. Abans del col·lapse de la Unió Soviètica, es trobava en el 3r lloc de la jerarquia ucraïnesa del Partit, a pesar de no ser membre del grup governant de Dnipropetrovsk. Durant el seu mandat, va evadir postures inflexibles cap al canvi democràtic, i va anar una figura que va buscar el compromís d'ambdós partits Liberals i Conservadors. Això fa que sigui considerat el veritable arquitecte de la independència ucraïnesa.
Després de convertir-se en president d'una Ucraïna independent, Kravtxuk va intentar amb relatiu èxit enfortir la sobirania del país i desenvolupar les seves relacions amb Occident. Va resistir pressions enormes per part de la Federació Russa i va rebutjar propostes per a la creació d'una Força Armada i Unió Monetària de la Comunitat d'Estats Independents. Un altre dels seus assoliments és l'erradicació d'armes nuclears d'Ucraïna.